# 朗希尔·居尔布兰森
朗希尔·居尔布兰森（挪威語：Ragnhild Gulbrandsen，1977年2月22日—），挪威女子足球运动员，司职前锋。她曾代表挪威国家队参加2000年夏季奥林匹克运动会足球比赛，获得一枚金牌。